# Wladimir Georgijewitsch Gaidarow

Wladimir Gaidarow 1926 auf einer Fotografie von Alexander Binder

Wladimir Georgijewitsch Gaidarow (russisch Владимир Георгиевич Гайдаров; * 25. Juli 1893 in Poltawa, Russisches Kaiserreich; † 17. Dezember 1976 in Leningrad, Sowjetunion) war ein russischer Theater- und Filmschauspieler. Er spielte im zaristischen Russland, in Deutschland und der Sowjetunion.

## Leben
Wladimir Gaidarow studierte ab 1912 Philosophie an der Moskauer Universität. Noch während dieses Studiums wurde er 1914 im Moskauer Künstlertheater aufgenommen, wo er bis 1920 engagiert war. Dort lernte er die Schauspielerin Olga Gsowskaja kennen, die er wenig später ehelichte. 1915 hatte Gaidarow sein Filmdebüt mit einer Statistenrolle in Mara Kramskaja. Er trat in der Folge regelmäßig gemeinsam mit Gsowskaja in russischen Filmen auf, häufig unter der Regie von Jakow Protasanow. In der Tolstoi-Verfilmung Otez Sergi (1917) spielte er neben dem Star des zaristischen Kinos Iwan Mosschuchin die Rolle des Nikolaus I. Im November 1920 ging Gaidarow mit seiner Frau auf Tour nach Tallinn und Riga und kam im März 1921 nach Berlin.
Gemeinsam mit anderen russischen Exilschauspielern wurde er 1921 für Carl Theodor Dreyers Die Gezeichneten engagiert. Gaidarow überzeugte und trat bis 1930 in Deutschland in mehr als 20 Filmen auf. Zu seinen bekanntesten Rollen gehören die des Johannes Rog in Friedrich Wilhelm Murnaus Der brennende Acker (1922), der Paris in Manfred Noas zweiteiligem Troja-Epos Helena (1923/24), Ludwig XIV. in der Dumas-Verfilmung Der Mann mit der eisernen Maske (1923) und Alexander I. in Carl Froelichs Luise, Königin von Preußen (1931). Mit seiner eigenen Produktionsgesellschaft war Gaidarow 1930 Regisseur des deutsch-estnischen Films Kurs auf die Ehe, seinem ersten Tonfilm.
1933 ging Gaidarow mit seiner Frau zurück in die Sowjetunion. Sie ließen sich 1934 in Leningrad nieder und hielten Lesungen und literarische Vorträge. Von 1938 bis 1968 war er am Leningrader Puschkin-Theater engagiert und trat nur noch gelegentlich in Filmen auf. 1940 wurde Wladimir Gaidarow Volkskünstler der RSFSR. Für seine Rolle des General Paulus im Kriegsfilm Stalingradskaja bitwa (1949) wurde er 1950 mit dem Stalinpreis ausgezeichnet.

## Filmografie

### In Russland
- 1915: Mara Kramskaja (Мара Крамская)
- 1916: Aromat grecha (Аромат греха)
- 1916: Kogda umirajet ljubow (Когда умирает любовь)
- 1916: Na kryljach smerti (На крыльях смерти)
- 1916: Panna Meri (Панна Мэри)
- 1916: Ty ko mne ne werneschsja (Ты ко мне не вернешься)
- 1916: Uragan (Ураган)
- 1916: Schkwal (Шквал)
- 1917: Jeie schertwa (Ее жертва)
- 1917: I tainu poglotili wolny (И тайну поглотили волны)
- 1917: Kogda jewo tschas nastanet (Когда его час настанет)
- 1917: Ne nado krowi (Не надо крови)
- 1917: Pesn swobody (Песнь свободы)
- 1917: Pater Sergius (Отец Сергий)
- 1918: Metel (Метель)
- 1918: Greschnaja Dschenni (Грешная Дженни)
- 1918: Iola (Иола)

### In Deutschland
- 1922: Die Gezeichneten
- 1922: Der brennende Acker
- 1923: Der Mann mit der eisernen Maske
- 1923: Tragödie der Liebe
- 1924: Helena (2 Teile)
- 1924: Liebet das Leben
- 1925: Hochstapler wider Willen
- 1925: Die Frau von vierzig Jahren
- 1926: Der Kurier des Zaren (Michel Strogoff)
- 1926: Manon Lescaut
- 1926: Die Flucht in den Zirkus
- 1926: Kampf der Geschlechter
- 1927: Mitgiftjäger
- 1927: Alpentragödie
- 1927: Die weiße Sklavin
- 1927: Alpenglühen
- 1928: Die Dame mit der Maske
- 1928: Die Frau auf der Folter
- 1928: Dornenweg einer Fürstin
- 1928: Frauenraub in Marokko
- 1930: Kurs auf die Ehe (Kire lained / auch Regie)
- 1931: Luise, Königin von Preußen
- 1932: Nachtkolonne

### In der Sowjetunion
- 1933: Stepnyje pesni (Степные песни)
- 1949: Stalingradskaja bitwa (Сталинградская битва)
- 1955: Geroi Schipki (Герои Шипки)
- 1968: Fritjof Nansen. Wsewo odna schisn (Фритьоф Нансен. Всего одна жизнь)
- 1968: Oschibka Onore de Balsaka (Ошибка Оноре де Бальзака)